# Menopauza
Menopauza predstavlja završetak reproduktivne sposobnosti kod osoba ženskog pola. Dolazi do prestanka oogeneze. Menopauza je prirodna pojava kod starijih žena.

## Definicija i epidemiologija
Menopauza, poznata i kao klimakterij i klimaks, vreme je u životnom dobu žena kada menstruacijski period prestaje trajno i žene više ne mogu rađati. Menopauza je suprotnost menarhe, doba kada devojčici počinju menstruacije. Obično se javlja u dobu između 49. i 52. godine. Medicinski profesionalci često menopauzu definišu kao pojavu kada žena godinu dana nije imala menstrualno krvarenje. To se takođe može definisati smanjenjem proizvodnje hormona u jajnicima. Kod onih žena koje su imale operaciju radi uklanjanja maternice, ali još uvek imaju jajnike, može se smatrati da je menopauza nastupila u vreme operacije ili kada im je nivo hormona opao. Nakon uklanjanja maternice, simptomi se obično javljaju ranije, u proseku sa 45 godina.

### Životno doba
U retkim slučajevima, ženski jajnici prestaju da funkcionišu u veoma ranom uzrastu, u periodu od puberteta do 40 godina starosti. Ova pojava je poznata kao prerano zatajenje jajnika. Spontano prerano zatajenje jajnika se javlja kod 1% žena do 40 godina i 0,1% žena do 30 godina. To se ne smatra normalnom posledicom starenja. Usled nejasnoća u rukovođenju podacima u mnogim oblastima sveta, najstarije doba javljanja menopauze nije precizno poznato. Postoje izveštaji o normalnom začeću i porođaju u 70. godini, ali su oni kontroverzni.

#### Normalan opseg
U Zapadnom svetu, tipičan opseg uzrasta menopauze (iz prirodnih razloga) je između 40 i 61, a prosečna starost zadnjeg perioda je 51 godina. Prosečan uzrast prirodne menopauze u Australiji je 51,7 godina, mada postoji znatna varijabilnost. U Indiji i Filipinima, srednji uzrast menopauze je znatno raniji, 44 godine.

#### Najmlađi uzrast
U retkim slučajevima, ženski jajnici prestaju da funkcionišu u veoma ranom uzrastu, u opsegu od puberteta do 40 godina starosti. Ova pojava je poznata kao prerano zatajenje jajnika. Spontano prerano zatajenje jajnika se javlja kod 1% žena do 40 godina starosti, i 0.1% žena do 30 godina. Ova pojava se ne smatra normalnom posledicom starenja.

#### Najstariji uzrast
Usled nejasnoća u rukovođenju podacima u mnogim oblastima sveta, najstariji uzrast javljanja menopauze nije precizno poznat. Postoje izveštaji o normalnom začeću i porođaju u 70-toj godini starosti, ali su oni kontroverzni.

## Simptomi i prognoza
U godinama pre menopauze, menstruacije obično postaju neredovne, što znači da razdoblja mogu biti duža ili kraća, ili lakša ili teža u količini toka. U tom periodu, žene često doživljavaju vruće bljeskalice (poznate kao valunzi); one obično traju od 30 sekundi do deset minuta i mogu biti povezane s drhtavicom, znojenjem i crvenilom kože. Vrući valunzi često prestaju da se javljaju nakon godinu ili dve. Ostali simptomi mogu uključivati suvoću vagine, probleme sa spavanjem i promene raspoloženja. Ozbiljnost simptoma varira među ženama. Iako se često smatra da je menopauza povezana s porastom bolesti srca, to se prvenstveno događa zbog starenja i nema direktnu vezu sa menopauzom. Kod nekih žena kod kojih su bili prisutni problemi, poput endometrioze ili bolnih perioda, oni postaju manje izraženi nakon menopauze.

## Uzrok
Menopauza je obično prirodna promena. Može se dogoditi ranije kod onih žena koje puše duvan. Ostali uzroci uključuju operaciju kojom se uklanjaju jajnici ili neke vrste hemoterapija. Na fiziološkom nivou, menopauza se događa zbog smanjenja proizvodnje hormona estrogena i progesterona u jajnicima. Iako obično nije potrebna, dijagnoza menopauze može se potvrditi merenjem nivoa hormona u krvi ili urinu.

## Lečenje
Obično nije potreban specifičan tretman. Neki simptomi, međutim, mogu se poboljšati lečenjem. S obzirom na valunge, često se preporučuje izbegavanje pušenja, kofeina i alkohola. Može pomoći spavanje u hladnoj sobi i korištenje ventilatora. Sledeći lekovi mogu pomoći: hormonska terapija menopauze (MHT), klonidin, gabapentin ili selektivni inhibitori ponovnog preuzimanja serotonina. Fizičke vežbe mogu da pomognu kod problema spavanja. Iako je MHT nekada bio rutinski propisivan, sada se preporučuje samo onima sa značajnim simptomima, jer postoji zabrinutost zbog nuspojava. Nisu pronađeni visokokvalitetni dokazi o efikasnosti alternativne medicine. Postoje okvirni dokazi za fitoestrogenae.

## Znaci i simptomi
Tokom rane tranzicije menopauze, menstrualni ciklusi ostaju pravilni, ali se interval između njih počinje produžavati. Nivo hormona počinje da varira. Ovulacija se možda neće dogoditi sa svakim ciklusom.
Termin „menopauza” odnosi se na vremenski period koji sledi godinu dana nakon poslednje menstruacije. Tokom menopauzalne tranzicije i nakon menopauze, žene mogu iskusiti širok spektar simptoma.

### Vagina i maternica
Tokom prelaska u menopauzu, menstruacijski obrazac može pokazati kraće odstupanje ciklusa (za 2–7 dana); i dalje su mogući duži ciklusi. Može postojati neredovno krvarenje (lakša, teža, uočljiva). Disfunkcionalno krvarenje iz maternice često imaju žene koje se približavaju menopauzi, zbog hormonskih promena koje prate menopauzni prelaz. Uočavanje ili krvarenje mogu jednostavno biti povezani s vaginskom atrofijom, dobroćudnim ranim (polipom) ili lezijom ili mogu biti funkcijskii odgovor endometrijuma. Evropsko društvo za menopauzu i andropauzu objavilo je smernice za procenu endometrija, koji je obično glavni izvor kapljanja ili krvarenja.
Međutim, kod žena u postmenopauzi bilo koje genitalno krvarenje je alarmantni simptom koji zahteva odgovarajuću studiju kako bi se isključila mogućnost malignih bolesti.
Simptomi koji se mogu pojaviti tokom menopauze i nastaviti se kroz postmenopauzu uključuju:
- bolni odnos[22]
- suvoća vagine[22]
- atrofični vaginitis – stanjivanje membrana vulve, vagine, cerviksa i vanjskog urinarnog trakta, zajedno sa znatnim smanjenjem i gubitkom u elastičnosti svih vanjskih i unutarnjih područja genitalija.

### Ostale fizičke promene
Ostali fizički simptomi menopauze uključuju nedostatak energije, bol u zglobovima, ukočenost, bolove u leđima, povećanje dojki,bolove u dojkama,
lupanje srca, glavobolju, vrtoglavicu, suvoći, svrbež kože, stanjivanje, trnci kože, debljanje, mokraćnu inkotenciju,
hitnost mokrenja, obrasci isprekidanog spavanja, jako noćno znojenje, vrući valunzi.

## Spoljašnje veze
- [http://www.menopause.org

|  | Molimo Vas, obratite pažnju na važno upozorenje u vezi sa temama iz oblasti medicine (zdravlja). |